# Аплачкина, Светлана Алексеевна
Светла́на Алексе́евна Апла́чкина (род. 28 ноября 1992, Нижний Икорец, Воронежская область), в девичестве Ряза́нцева — российская легкоатлетка, специалистка по бегу на средние и длинные дистанции, кроссу и марафону. Выступает на профессиональном уровне с 2010 года, многократная чемпионка России, победительница молодёжного чемпионата Европы по кроссу в командном зачёте, призёрка ряда крупных всероссийских стартов. Представляет Воронежскую область. Мастер спорта России международного класса.

## Биография
Светлана Рязанцева родилась 28 ноября 1992 года в селе Нижний Икорец Лискинского района Воронежской области.
Занималась лёгкой атлетикой ещё будучи школьницей, проходила подготовку под руководством тренеров И. А. Биценко, И. В. Ященко, С. А. Осипова.
На данный момент тренируется под руководством Аплачкина А.И. Окончила Воронежский государственный институт физической культуры.
Впервые заявила о себе на всероссийском уровне в сезоне 2010 года, когда на чемпионате России среди юниоров в Чебоксарах финишировала седьмой на дистанциях 3000 и 5000 метров.
В 2011 году вошла в состав российской сборной и выступила на чемпионате Европы по кроссу в Веленье — заняла седьмое место в личном зачёте юниорок и тем самым помогла соотечественницам стать серебряными призёрками командного зачёта.
В 2013 году вышла замуж за российского бегуна Артёма Аплачкина, с этого времени выступала на соревнованиях под его фамилией и параллельным зачётом представляла Алтайский край, регион своего супруга. На кроссовом чемпионате Европы 2013 года в Белграде показала 12-й результат среди молодёжи и вновь стала серебряной призёркой командного зачёта.
В 2014 году выиграла бронзовую медаль на осеннем чемпионате России по кроссу в Оренбурге, тогда как на чемпионате Европы в Самокове стала восьмой в личном зачёте молодёжи и вместе с соотечественницами выиграла командный зачёт.
В 2015 году завоевала серебряную награду на осеннем чемпионате России по кроссу в Оренбурге.
В 2016 году в беге на 3000 метров одержала победу на зимнем чемпионате России в Москве.
Сезон 2017 года полностью пропустила в связи с рождением сына Степана.
Среди достижений 2018 года — бронза осеннего чемпионата России по кроссу в Оренбурге.
В 2019 году победила на чемпионате России по бегу на 1 милю в Москве, была лучшей в дисциплине 3000 метров на зимнем чемпионате России в Москве. На летнем чемпионате России в Чебоксарах одержала победу в дисциплине 5000 метров, позднее с командой Воронежской области стала серебряной призёркой в шведской эстафете 100+200+400+800 метров на эстафетном чемпионате России в Адлере.
На чемпионате России 2020 года в Челябинске завоевала бронзовую и золотую награды на дистанциях 1500 и 5000 метров соответственно.
В 2021 году получила серебро на чемпионате России по бегу на 1 милю в Оренбурге, выиграла 1500 и 3000 метров на зимнем чемпионате России в Москве. На летнем чемпионате России в Чебоксарах трижды поднималась на пьедестал почёта: победила в беге на 5000 и 10 000 метров, стала серебряной призёркой в беге на 1500 метров.
В 2022 году выиграла 3-километровый забег на весеннем чемпионате России по кроссу в Суздале. На чемпионате России в Чебоксарах была лучшей на дистанциях 1500 и 5000 метров.
В 2023 году вновь получила серебро на чемпионате России по бегу на 1 милю в Оренбурге, в то время как на зимнем чемпионате России в Москве одержала победу в беге на 1500 метров и взяла бронзу в беге на 3000 метров. На летнем чемпионате России в Челябинске выиграла дистанции 1500 и 5000 метров.
В 2024 году победила на чемпионате России по бегу на 1 милю в Оренбурге. На зимнем чемпионате России в Москве выиграла золотую и серебряную медали на дистанциях 1500 и 3000 метров соответственно. На летнем чемпионате России в Екатеринбурге одержала победу в дисциплинах 1500 и 5000 метров. В составе российской сборной выиграла 1500 метров на Спортивных играх БРИКС в Казани.
За выдающиеся спортивные достижения удостоена почётного звания «Мастер спорта России международного класса».